# Head Harbour
Head Harbour est une localité à Terre-Neuve-et-Labrador au Canada. Elle est située sur la route 380.